# RD-107

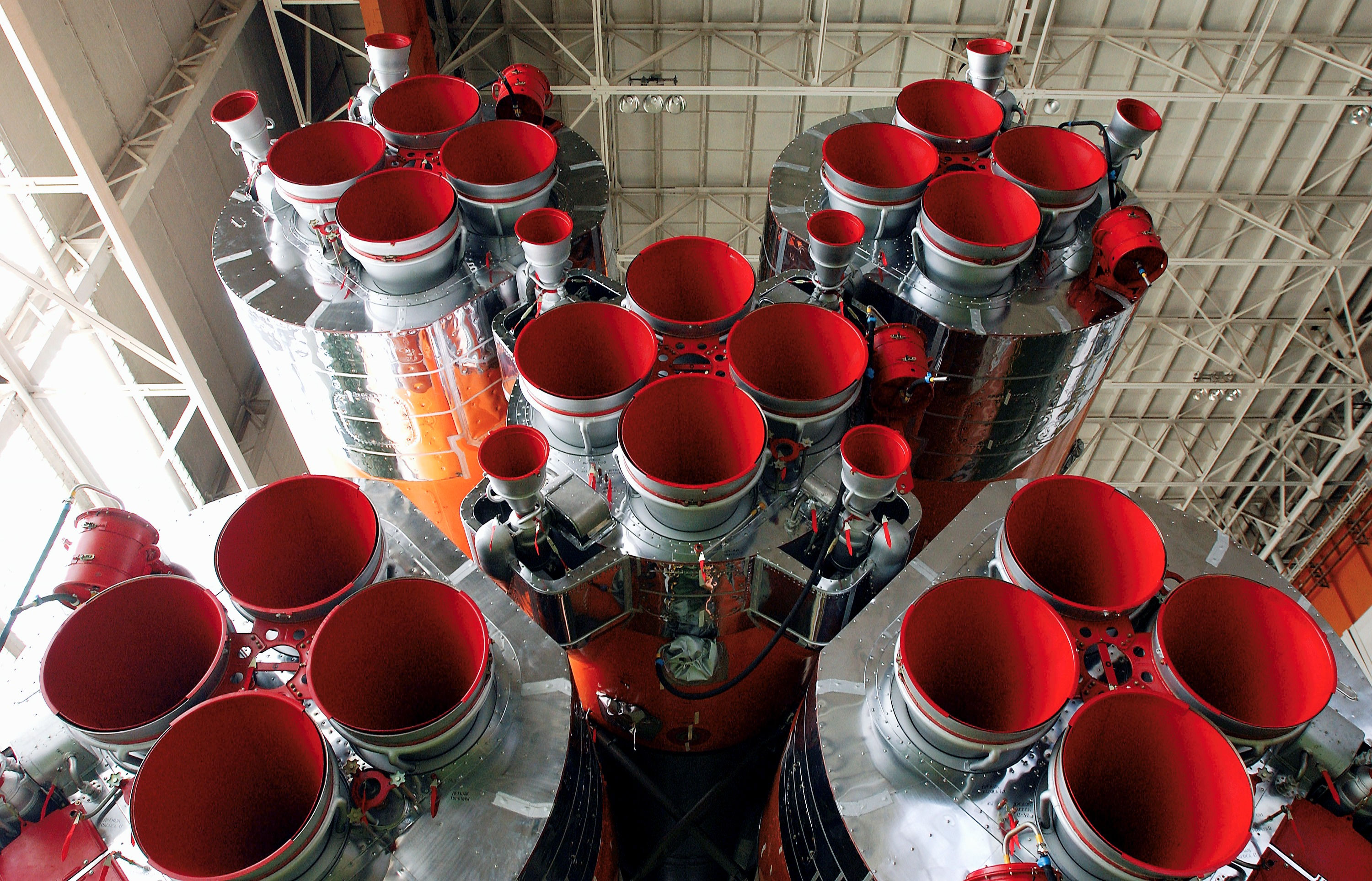
Blick auf die Unterseite einer Sojus-FG mit 4 RD-107 und einem RD-108

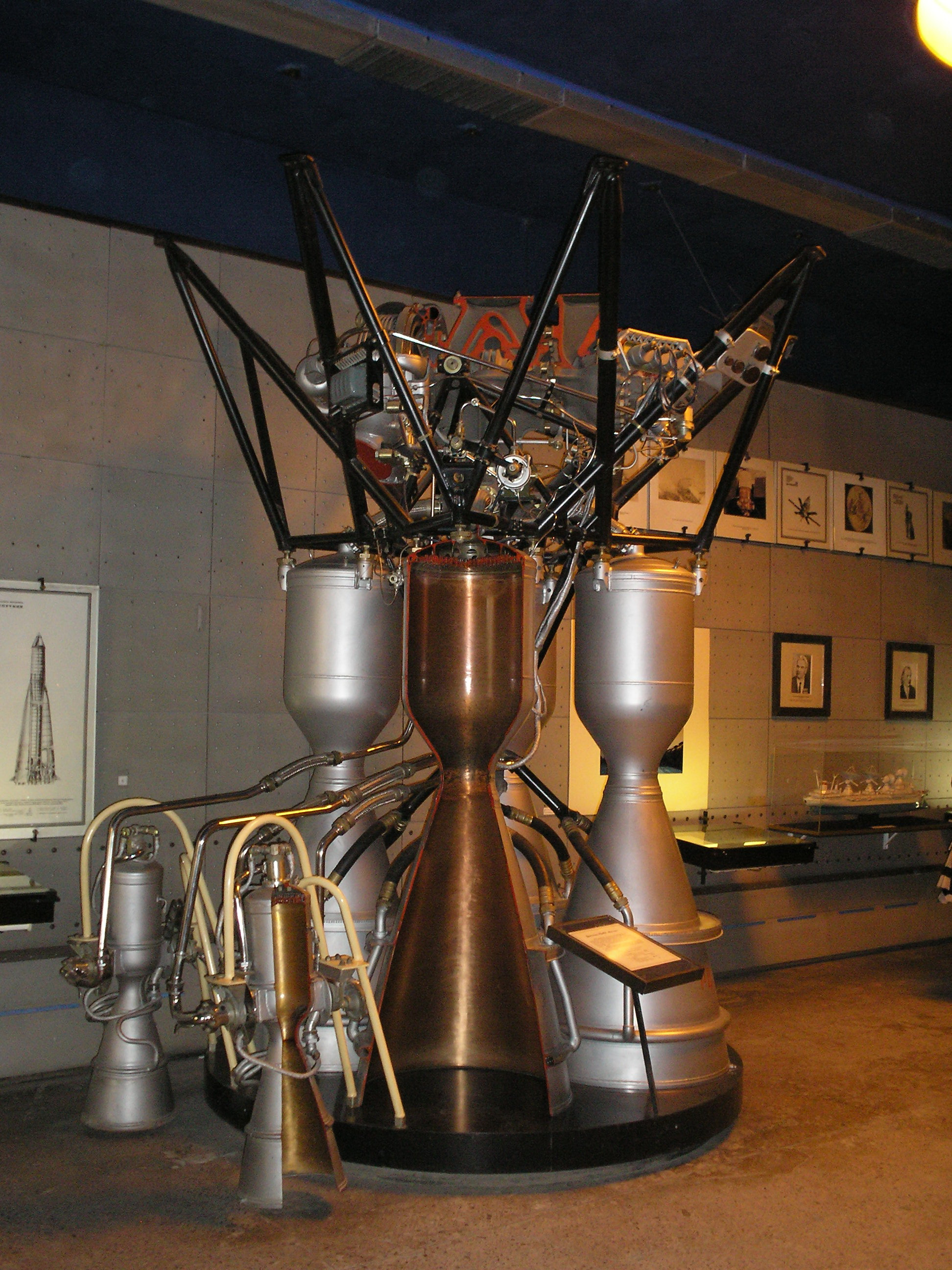
RD-107

Das RD-107 (von russisch Реактивный двигатель, „Reaktiwny Dwigatel“, auf Deutsch: „reaktives Triebwerk“) ist ein Flüssigkeitsraketentriebwerk. Es wurde vom sowjetischen Chefkonstrukteur für Raketenmotoren Walentin Petrowitsch Gluschko im Zeitraum zwischen 1954 und 1957 am Leningrader Gasdynamischen Laboratorium entwickelt und in den R-7-Varianten wie der Sojus-Rakete als Antrieb der ersten, aus vier Boostern bestehenden Stufe eingesetzt. Zunächst waren für diese Rakete die Einkammertriebwerke RD-105 und RD-106 vorgesehen, jedoch erwiesen sich diese vergrößerten Versionen des deutschen ED-140 als instabil, worauf die Arbeiten daran 1956 eingestellt wurden.
Das darauf bevorzugte Triebwerk RD-107/RD-108 wird mit Kerosin und flüssigem Sauerstoff (LOX) betrieben und besitzt vier starre zylindrische Brennkammern mit Paraboldüsen, zwei schwenkbare Steuerdüsen sowie ein Turbopumpenaggregat mit 4 MW Leistung und zwei Haupt- und zwei Hilfspumpen. Die Hauptpumpen liefern bei vollem Schub pro Sekunde 91 kg Kerosin und 226 kg Sauerstoff zu den Brennkammern, wobei die Turbine mit über 8000/min läuft. Eine der Hilfspumpen fördert Wasserstoffperoxid als Treibstoff für die Turbine der Hauptpumpen, die andere fördert flüssigen Stickstoff in den Wärmetauscher und danach gasförmig in die Treibstofftanks, um in diesen Überdruck zu erzeugen.

Schema der Turbopumpe

Im Gegensatz zu den Vorgängertriebwerken RD-100 (A4-Triebwerk), RD-101 (Nachbau des A4-Triebwerks) und RD-103 wurde die thermische Belastung der Brennkammerwand durch Kühlung mit Treibstoff beträchtlich gesenkt. Dazu wurden die Brennkammern im oberen Teil doppelwandig ausgelegt (mit Kanälen versehen), durch die der Treibstoff gepumpt wird. Zusätzlich zur Kühlung wird dadurch die Stabilität der Brennkammer gesteigert, wodurch der Brennkammerdruck schadlos auf mehr als das Doppelte erhöht werden konnte.
Eine Ableitung des RD-107 ist das RD-108, welches die zentrale Stufe der R-7 und Sojus-Rakete antreibt und zusätzlich über vier Steuerdüsen zur Richtungskontrolle und Drallstabilisierung verfügt. Es wird ebenfalls beim Start gezündet, brennt aber nach dem Abwerfen der Booster weiter.
Eine wichtige Neuerung dieses Triebwerks war die Möglichkeit, ein variables Mischungsverhältnis zwischen Treibstoff und Oxidationsmittel zu verwenden. Die Toleranzen in der Herstellung der einzelnen Triebwerke bedeuteten, dass ohne eine aktive Steuerung des Treibstoffverbrauchs jeder Booster Sauerstoff und Treibstoff in unterschiedlichem Maße verbrauchen konnte und gegen Ende der Verbrennung bis zu zehn Tonnen ungenutzter Treibstoff übrig bleiben könnte. Dies würde zu einer enormen Belastung der Struktur führen und aufgrund des Massenungleichgewichts Schwierigkeiten bei der Steuerung verursachen. Das System zur Steuerung des Mischungsverhältnisses zur synchronen Entleerung der Tanks wurde entwickelt, um den gleichzeitigen Verbrauch der Treibstoffmasse durch die vier R-7-Booster zu gewährleisten.
Probleme bereiteten bei der Entwicklung des Triebwerkes vor allem (wie bei fast jedem großen Raketentriebwerk) die durch unvollständige Treibstoffverbrennung entstehenden Verbrennungsschwingungen, welche durch periodische Änderungen von Druck und Temperatur in der Brennkammer zum Versagen oder zur Zerstörung des Triebwerks führen können.

## Varianten
Die ersten Triebwerke für die Varianten der R-7 trugen die offizielle Bezeichnung 8D74 und 8D75 (die RD-x Bezeichnung ist die des Herstellers). Sie gehörten 1957 zur Erstausstattung der R-7, ihr Schub von 971 bzw. 912 kN reichte jedoch nicht aus, um die geplanten Nutzlasten (Sprengköpfe bzw. die großen Sputniksatelliten ab Sputnik-3) zu tragen. Daraufhin wurden sehr schnell verbesserte/modifizierte Varianten entwickelt. Für das RD-107 sind das 8D74-1958 (z. B. für die Luna-Version), 8D74-1959 (z. B. für Wostok), 8D74K (z. B. für Molnija), 8D76 (z. B. für 8A91, also ab Sputnik 3), 8D727 und 11D511 (RD-117 für Sojus) bzw. für das RD-108 die Versionen 8D75PS (Sputnik 1 und 2), 8D77 (z. B. für 8A91, also ab Sputnik 3), 8D75-1958 (Luna), 8D75-1959 (Wostok), 8D75K (z. B. für Molnija), 8D727 (z. B. Molnija) und 11D512 (RD-118 für Sojus).
Die Triebwerke werden noch heute in modifizierter Form als RD-107A/RD-117 (821/1021 kN Boden-/Vakuumschub) und RD-108A/RD-118 (765/1010 kN Boden-/Vakuumschub) in den verschiedenen Sojus-Versionen eingesetzt.

## Technische Daten
Daten für die RD-107 und RD-108.
| Kenngröße                              | RD-107 (8D76)                                | RD-108 (8D77)       |
| -------------------------------------- | -------------------------------------------- | ------------------- |
| Mischungsverhältnis Sauerstoff/Kerosin | 2,47                                         | 2,39                |
| Brennkammern/Steuerdüsen               | 4/2                                          | 4/4                 |
| Gesamthöhe                             | 3,00 m                                       | 3,00 m              |
| Höhe ohne Steuertriebwerke             | 2,86 m                                       | 2,86 m              |
| Durchmesser ohne Steuertriebwerke      | 2,58 m                                       | 1,95 m              |
| Trockenmasse                           | 1155 kg                                      | 1250 kg             |
| Masse/Schub-Verhältnis                 | 1,2 kg/kN                                    | 1,3 kg/kN           |
| Brennkammerdurchmesser                 | 430 mm                                       | 430 mm              |
| Brennkammervolumen                     | ~70 l                                        | ~70 l               |
| Brennkammerdruck                       | 5,85 MPa / 58,5 bar                          | 5,10 MPa / 51,0 bar |
| Düsenhalsdurchmesser                   | 166 mm                                       | 166 mm              |
| Düsenmündungsdurchmesser               | 720 mm                                       | 720 mm              |
| Düsenmündungsdruck                     | 39 kPa / 0,39 bar                            | 34 kPa / 0,34 bar   |
| Entspannungsverhältnis                 | 150                                          | 150                 |
| Startschub/Vakuumschub                 | 821/995 kN (790/945 kN in R-7, Sputnik)      | 745/941 kN          |
| Spezifischer Impuls (Boden/Vakuum)     | 2520/3080 Ns/kg (2452 Ns/kg in R-7, Sputnik) | 2430/3090 Ns/kg     |
| Ausströmgeschwindigkeit                | 2950 m/s                                     | 2950 m/s            |